# 1638
| 1638               |
| ------------------ |
| Dødsfald - Fødsler |
|                    |

| Gregoriansk kalender | 1638 MDCXXXVIII         |
| Ab urbe condita      | 2391                    |
| Armensk kalender     | 1087 ԹՎ ՌՁԷ             |
| Kinesiske kalender   | 4334 – 4335 丁丑 – 戊寅 |
| Etiopisk kalender    | 1630 – 1631             |
| Jødisk kalender      | 5398 – 5399             |
| Hindukalendere       |                         |
| - Vikram Samvat      | 1693 – 1694             |
| - Shaka Samvat       | 1560 – 1561             |
| - Kali Yuga          | 4739 – 4740             |
| Iransk kalender      | 1016 – 1017             |
| Islamisk kalender    | 1048 – 1049             |

Konge i Danmark: Christian 4. 1588-1648
Se også 1638 (tal)

## Begivenheder
- 29. marts - den svenske koloni Ny Sverige oprettes på den amerikanske østkyst, i det som i dag er staten Delaware
- Forordning af 9. september om blandt andet, prokuratorer

## Født
- 1. januar- Niels Stensen (Nicolas Steno) teolog og naturvidenskabsmand. Han dør i 1686.

## Dødsfald
- 5. august - Peter Minuit, valloner fra Wesel; blandt andet grundlæggeren af kolonien Ny Sverige (født 1589).